# I'm in Love (sång)
I'm in Love är en låt skriven av Bobby Ljunggren, Thomas G:son, Irini Michas och Peter Boström. Låten framfördes av Sanna Nielsen i den andra deltävlingen i Melodifestivalen 2011 i Göteborg. I'm in Love fick flest röster och gick därmed direkt till finalen i Globen där hon slutade på en fjärde plats med 114 poäng.
Låten testades på Svensktoppen, och tog sig in den 17 april 2011. och låg sedan på listan i fyra veckor innan den åkte ur.

## Listplaceringar
| Lista (2011) | Topplacering |
| ------------ | ------------ |
| Sverige      | 32 .         |

### Fotnoter
1. ↑  ”Svensktoppen”. 17 april 2011. http://sverigesradio.se/sida/topplista.aspx?programid=2023&date=2011-04-17. Läst 22 maj 2011.
2. ↑  ”Svensktoppen”. 8 maj 2011. http://sverigesradio.se/sida/topplista.aspx?programid=2023&date=2011-05-08. Läst 22 maj 2011.
3. ↑  ”Svensktoppen”. 15 maj 2011. http://sverigesradio.se/sida/topplista.aspx?programid=2023&date=2011-05-15. Läst 22 maj 2011.
4. ↑  Listplacering Arkiverad 7 mars 2014 hämtat från the Wayback Machine.